# Glenea nivea
Glenea nivea é uma espécie de escaravelho da família Cerambycidae. Foi descrita por Ritsema em 1892. É conhecida a sua existência na Indonésia.